# Паролата
„Паролата“ е български игрален филм от 1965 година на режисьора Петър Б. Василев, по сценарий на Станка Гюрова. Оператор е Георги Георгиев. Музиката във филма е композирана от Георги Тутев.

## Актьорски състав
- Асен Миланов – Бай Петър
- Иван Братанов – Стоян
- Найчо Петров – Циганинът
- Вели Чаушев – Партизанинът
- Димитър Панов
- Светослав Карабойков
- Владислав Молеров
- Герасим Младенов
- Никола Динев
- Богдана Вульпе
- Георги Костов
- Никола Дадов
- Константин Димчев
- Николина Томанова
- Мила Сантова
- Иван Андонов
- Димитър Манчев
- Христо Русинов
- Владислав Молеров